# 스트레이트 아웃 오브 컴턴
《스트레이트 아웃 오브 컴턴》(영어: Straight Outta Compton)은 2015년 공개된 미국의 전기 드라마 영화로, 힙합 그룹 N.W.A를 그린다. 영화 제목은 N.W.A의 동명의 앨범에서 따 왔다.

## 플롯 개요
1986년, 캘리포니아주 콤튼은 거리 갱단, 약물 남용, 경찰의 만행으로 혼란스러운 디스토피아가 되었습니다. 어느 날 밤, 에릭 라이트는 마약 중독자 집에서 경찰의 급습을 가까스로 피합니다. 한편, 안드레 영은 면접을 놓치고 어머니와 마주하게 되며, 인생에서 무엇을 해야 할지 고군분투한다. 이후 오셔 잭슨은 학교를 중퇴하고 래퍼가 된다. 세 남자는 앙투안 카라비, 로렌조 패터슨과 함께 랩 그룹을 결성한다.
그룹은 기록을 세우고 첫 번째 앨범을 녹음하기 시작합니다. 어느 날, 그룹이 경찰에 습격당하고 오셔는 욕설과 반발로 가득 찬 경찰에 대한 디스 트랙을 작곡합니다. 수익이 충분히 확보되면 그룹은 전국을 순회합니다. 디트로이트에서 공연하는 동안 이 그룹은 경찰 디스 트랙을 연주하는데, 경찰은 콘서트를 급습해 그들을 체포한다.
다음날 아침, 오셔는 실내 변기를 만나 로열티에 대해 이야기하지만 그가 지불을 보류하고 있다는 의심스러운 점을 알고 오셔는 솔로 활동을 추구하기 위해 그룹을 떠납니다. 그의 첫 솔로 앨범을 발매한 후, 음반사는 오셔에 대한 지불을 연기했고, 이는 그를 야구 방망이로 레이블 대표의 사무실을 파괴하도록 자극합니다.
오셔와 그의 이전 밴드 동료 사이의 불화는 서로에 대한 디스 트랙이 포함된 새 앨범과 함께 심각한 사건으로 바뀝니다. 안드레는 나중에 실내 변기가 그에게 로열티를 적게 지불하고 있다는 사실을 알게 되었고 또한 그룹에서 떠납니다. 안드레는 마침내 자신의 레코드 레이블을 최근에 시작한 라스베가스 대학의 전 수비수였던 스게 나이트를 만난다. 수지는 제리에게 이전 그룹 동료들을 계약에서 해제하도록 압력을 가하고, 에릭은 수지의 경호원들에게 폭행을 당한다.
안드레는 특히 첫 번째 솔로 앨범을 발표한 후 새로운 경력을 즐기고 있는 것 같습니다. 그러나 그는 스게의 폭력적인 철학에 관심을 갖게 되고 지역 사회는 폭동의 물결을 목격합니다.
에릭은 한동안 활동을 하지 않아 건강과 재산이 줄어들고 있음을 알게 됩니다. 그의 여자 친구는 실내 변기가 그의 그룹이 처음 결성되었을 때 실제로 돈을 횡령했다고 밝혔습니다. 마침내 한계에 부딪힌 에릭은 자신의 집에서 제리와 대면하고 모든 문서의 증거를 보여주고 그 자리에서 그를 해고한다. 에릭은 나중에 이전 밴드 동료들과 재회하지만 리허설 세션에서 에릭은 발작을 일으키고 쓰러집니다. 그는 병원에 입원했고 그곳에서 그는 인간 면역결핍 바이러스에 대해 양성 반응을 보였다. 몇 달 후 에릭은 생명 유지 장치를 받고 결국 사망합니다.
나중에 안드레는 스게와 결별하고 자신의 레코드 레이블을 만듭니다. 세월이 흐르면서 오셔는 연기를 시작하지만 여전히 성공적인 래퍼입니다. 안드레는 특별한 헤드폰과 스피커를 디자인하는 자신의 회사를 고르게 설립했지만 여전히 래퍼입니다.

## 출연
- 오셔 잭슨 주니어 - 아이스 큐브 역
- 코리 호킨스 - 닥터 드레 역
- 제이슨 미첼 - 이지 이 역
- 닐 브라운 주니어 - DJ 옐라 역
- 알디스 호지 - MC 렌 역
- 폴 지아마티 - 제리 헬러 역